# A-001

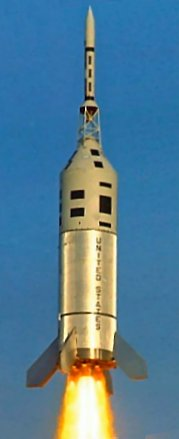
비행중인 리틀 조 II 로켓

A-001은 미국의 아폴로 계획에 의해 두 번째로 행해진 비상 탈출 로켓(launch escape system, LES)의 발사 실험이다.

## 목적
A-001의 목적은, 보다 가혹한 조건하에서 LES가 정상적으로 작동해 사령선을 안전하게 분리시킬 수 있는지를 시험하기 위한 것이었다. 전회의 패드 어보트 테스트-1에서는, 지상에 설치한 발사대로부터 발사되었지만, A-001은 천음속으로 비행하는 로켓으로부터 공중에서 분리시키는 것이었다.
LES 시험을 위해서 철저하게 경비를 삭감해 개발된 리틀 조 II 로켓은, 이번이 2번째의 비행이었다. 상단에 LES와 모의의 아폴로 사령선·기계선의 모형을 탑재해, 알골(Algol) 고체 연료 로켓 1기와 보조 로켓 6기로 추진력을 발생시켰다.

## 비행
강풍 때문에 예정보다 24시간 늦었지만, A-001은 1964년 5월 13일 13:00:01 UTC에 발사되었다. 상승 도중에, 지상의 관제사가 신호를 보내 로켓을 폭파했고, 동시에 LES가 점화되어 사령선을 분리했다. 이 때, 사령선 저부의 내열 보호물이 약간의 손상을 입었다. 44초 후, 이탈 로켓이 점화되어 LES와 사령선은 문제 없이 분리되었다.
착륙 때, 낙하산 1기가 얽혀 전개하지 않아 버렸기 때문에 투기되었지만, 문제는 없었다. 사령선은 3기의 낙하산 중 1기가 문제가 발생해도 나머지 2기로 안전하게 귀환할 수 있도록 설계되고 있었던 것이다(후의 아폴로 15호에서 실제로 그러한 사태가 일어났지만, 비행사들은 무사했다). 덧붙여서 낙하산 3기가 전개했을 때의 착륙 속도는 초속 7.3 m(시속 26 km)로, 2기의 경우는 초속 7.9 m(시속 28 km)에서 9.1 m(시속 33 km)였다.
사령선은 350.2초 후에 발사 지점으로부터 6.82 km 떨어진 장소에 착륙했다. 도달 고도는 9.08 km였다. 낙하산의 고장을 제외하면, 모든 실험은 성공했다.